# Louis-Éphrem Olivier
Pour les articles homonymes, voir Olivier (homonymie).
Louis-Éphrem Olivier (28 août 1848-21 décembre 1882) est un médecin et homme politique fédéral du Québec.

## Biographie
Né à Saint-Nicolas dans le Canada-Est, il étudia au Séminaire de Québec. Il était le fils de Jean Baptiste Olivier et Thersile Plante. Il avait épousé en premières noces Adelia Pelletier le 11 janvier 1876 à St-Ferdinand d'Halifax, QC. Adelia est morte le 16 mai 1877 à St-Ferdinand d'Halifax à l'âge de 19 ans.
Il épousa en secondes noces Emma Cormier le 11 janvier 1881 à Plessisville, QC. Emma est née le 11 mars 1846 à Montréal, QC. Elle était la fille de Charles Cormier (sénateur) et de Lucille Archambault.
Louis Éphrem est mort 20 décembre 1882 à St-Ferdinand d'Halifax.
Le 7 juin 1884, le corps de Louis Éphrem et de sa fille Emma, née et morte le 25 décembre 1881, sont exhumés du cimetière de St-Ferdinand d'Halifax. L'exhumation a été signée par le juge Marc Aurel Plamondon. Ils ont été ensuite inhumés au cimetière de Plessisville.
Élu député du Parti libéral du Canada dans la circonscription fédérale de Mégantic en 1878, il fut défait par le conservateur Louis-Israël Côté en 1882.